# KUAC
KUAC eller Københavns Ungdoms og Arbejder Kollegium var et ungdomskollegium, som blev oprettet i 1961 på Gammel Køgelandevej i Valby, København. Kollegiet var udtryk for praktisk-socialt, kristent arbejde. Det blev indtil lukningen i 1972 drevet af en bestyrelse som en selvejende institution.
Kollegiet rummede henved 200 værelser, køkken, kantine, opholdsrum, stuer, lederboliger, sportsfaciliteter, bibliotek, vaskeri.
Kollegiet tilbød trygge rammer for især unge fra provinsen, som var under uddannelse i Københavnsområdet. Mange af disse unge var under uddannelse i organisationer som ØK, F. L. Smidt og A. P. Møller. Den ånd, der rådede, var liberal og frisindet, men der blev fastlagt et system af normer, som skabte overskuelighed og tryghed både for de unge og for deres familier. F.eks. var der forbud mod alkohol på kollegiets værelser. Kollegiet drog omsorg for de unge, som fik problemer eller kom i vanskeligheder, og blandt andet hjalp man unge med økonomiske problemer. Kollegiet tilbød fuld kost, rengøring på værelserne og mange andre ydelser, som havde sammenhæng med kollegiet som institution. På kollegiet var derfor ansat et stort personale.
På kollegiet afvikledes mange slags arrangementer, som bevirkede at det blev et slags hjem for de unge. Hvert år arrangeredes en årsrevy med lokale og fremmede deltagere. Her optrådte mange kunstnere, forfattere, sangere, musikere, mediefolk og andre underholdere. Kollegiet arbejdede sammen med Ungdommens Teater og Det kongelige Teater, og kunstnere fra Det kongelige Teater optrådte på kollegiet.
KUAC kollegiet blev fra 1961 og til sin nedlæggelse ledet af Kai Nyborg som forstander.
Han var med til at gøre kollegiet til en åben kulturel institution. Han tog afstand fra en missionsk eller missionerende holdning over for kollegiets beboere. Han var i sit udgangspunkt grundtvigsk. Hans frisindede holdning gav i begyndelsen anledning til konflikter med hensyn til kollegiets ledelse. 
Kollegiets mange slags service og ydelser belastede i det lange løb dets økonomi, og da der ikke kunne skaffes økonomisk støtte fra private fonde eller offentlige midler, måtte kollegiet lukke i 1972.
|  | Denne artikel om en bygning eller et bygningsværk kan blive bedre, hvis der indsættes et (bedre) billede. Du kan hjælpe ved at afsøge Wikimedia Commons for et passende billede eller lægge et op på Wikimedia Commons med en af de tilladte licenser og indsætte det i artiklen. |

|  | Denne artikel kan blive bedre, hvis der indsættes geografiske koordinater Denne artikel omhandler et emne, som har en geografisk lokation. Du kan hjælpe ved at indsætte koordinater i wikidata. |